# طريقة آل باعلوي
طريقة السادة آل باعلوي هي إحدى الطرق الصوفية التي تأسست معالمها على يد محمد بن علي باعلوي، ثم كان التجديد لها على يد عبد الله بن علوي الحداد. بدأت بشكل أساسي في حضرموت شرق اليمن، ولها انتشار كبير في بلدان جنوب شرق آسيا وشرق أفريقيا وبعض دول الخليج العربي. المذهب الفقهي الذي عليه الطريقة هو مذهب الشافعي، وأما المذهب العقدي فهو المذهب الأشعري.
ومما تجدر الإشارة إليه أن طريقة السادة آل باعلوي ونسبتها إليهم، لا يعني أنها مقصورة عليهم وخاصة بأُسرهم؛ بل لقد اندمج فيها غيرهم، حيث لمعت أسماء كثير من الأسر الحضرمية غير العلوية في هذه الطريقة.

## المؤسس
لقد كان التأسيس الفعلي لمعالم الطريقة على يد محمد بن علي باعلوي الملقب بـ«الفقيه المقدَّم»، المولود في مدينة تريم في حضرموت سنة 574 هـ، والمتوفى بها سنة 653 هـ، الذي تلقى عن الشيخ أبي مدين التلمساني بواسطة بعض أصحاب أبي مدين الذين وصلوا مكة المكرمة. قال عبد الرحمن بن عبد الله بلفقيه: «أصل طريق السادة آل باعلوي: الطريقة المدْيَنية، طريق الشيخ أبي مدين شعيب التلمساني، وقطبها ومدار حقيقتها الفرد الغوث الشيخ الفقيه الإمام محمد بن علي باعلوي الحسيني الحضرمي، تلقاها عنه الرجال عن الرجال، وتوارثها عنه الأكابر أولو المقامات والأحوال».

## المجدد
ولقد أخذت الطريقة على يد الإمام عبد الله بن علوي الحداد المتوفى سنة 1132 هـ منهجًا جديدًا، وهو ما سماه بـ«طريقة أهل اليمين»، حيث رأى أن الأنسب لأهل العصر والأقرب إلى أحوالهم والأيسر في اجتذابهم إلى الطاعة هو إحياء الحياة الإيمانية لديهم، التي بدورها تهيؤهم للترقي في مدارج الإحسان. فكان من ثمار هذا النهج انتشار الطريقة انتشارًا عظيمًا في بقاع شتى. فقد أثر الإمام الحداد في الأمة تأثيرًا بالغًا، ولا تزال أوراده وكلماته ووصاياه وأشعاره تُتناقل على ألسنة المسلمين في أقطار شرق أفريقيا وجنوب شرق آسيا بل وأوروبا، فضلًا عن بلاد العرب، بفضل تفانيه في نشر العلم والدعوة بكلامه وقلمه، وبمظهر القدوة الكاملة الذي كان عليه، وبمن خرّجهم من العلماء والدعاة الذين ساروا على نهجه.

## المنهج
تتفق طريقة آل باعلوي مع غيرها من الطرق الصوفية الشرعية في منهجها الروحي العام، إلا أنها تتميّز بسلفيّتها الظاهرة، وهي اقتفاء ما كان عليه أعلامها الأوائل، وبأن العمل بالعلم ركنها الأساس وركيزتها. لذا، فقد اعتنوا بعلم الفقه عناية باللغة أكثر من غيرها من العلوم، واشتغلوا بالآداب والأخلاق الغزالية وتهذّبوا بها. قال أحمد بن زين الحبشي في تعريف موجز بالطريقة: «طريقة السادة آل باعلوي إنما هي: العلم، والعمل، والورع، والخوف من الله، والإخلاص له عز وجل». ومن كلام عبد الله بن عمر بن يحيى في ذلك: «خلاصة القول فيها أنها توزيع الأوقات بالأعمال الصالحات، مع كمال الاقتداء فيها بسيد السادات، وتصحيحها بالإخلاص من الشوائب والآفات، وتطهير القلب من كل خلق دَنِيّ، وتحليته بكل خلق سَنِيّ، والرحمة والشفقة على عباد الله، وبذل الوسع في تعليمهم وإرشادهم إلى ما فيه النجاة، والتورع عن الحرام والشبهات، والتقلل من المباحات والشهوات، واغتنام ساعات الأعمار بالاعتزال، فلا يخالطون الناس إلا للتعلم والتعليم، والجمعة والجماعة وزيارة كل حميم، وعمارة تلك المزاورات بمذاكرة العلوم، وصلة الأقارب والإخوان، وبذل المعروف لكل إنسان، وحسن المعاملة، والأمر بالمعروف والنهي عن المنكر، وإغاثة الملهوف، مع الصيانة والتعفف والتواضع ومراقبة الخلاق، والوفاء بالعهد، والزهد، والتوكل على الله». تلك هي بعض المعالم والآفاق الروحية للطريقة، وهي مشروحة بالتفصيل في كتاب «الإحياء» للإمام الغزالي، وفي كلام السادة العلويين ومؤلفاتهم، خصوصًا الإمام عبد الله بن علوي الحداد.
وتميزت طريقة آل باعلوي بخلوها من مظاهر الغلو التي ابتليت بها بعض طرق التصوف؛ لأنها جعلت مدار أمرها على تحقيق معاني السلوك الباطنة من إخلاص وتوكل وزهد وإقبال على الآخرة ونحو ذلك، بل كانت تحتضن الطرق الأخرى وتتأدب معها ولا تنكر عليها، وتستقي من معانيها، حتى صرّح محققو أئمتها أنها غزاليّة الظاهر شاذليّة الباطن. يقول الإمام عبد الرحمن بلفقيه: «فظاهرهم ما شرحه الإمام الغزالي من العلم والعمل على المنهج الرشيد، وباطنهم ما أوضحه الشاذليّة من تحقيق الحقيقة وتجريد التوحيد، جُل مجاهدتهم الاجتهاد في تصفية الفؤاد، والاستعداد للتعرّض لنفحات القرب في طريق الرشاد، والاقتراب إلى الله تعالى بكل قربة في صحبة أهل الرشاد».
ولم يكن تصوف العلويين مبالغًا فيه ولا على أسلوب رهباني جامد بالغ الجمود كشأنه في بعض الجهات الأخرى، وإنما كان تصوفًا وسطًا. فمع كونه يدعو إلى الزهادة في مقام الحياة الدنيا وشهواتها، فهو لا ينهى عن اتخاذ الأسباب والعمل بلزومات الحياة. كتب صالح بن علي الحامد في «تاريخ حضرموت»: «إن أجدادنا الصوفية لم يكونوا كما يُظن بهم من التخلي عن الأسباب وترك السعي على العيال، بل كانوا بخلاف ذلك، إذ لم يمنعهم التصوف من عمارة واديهم بالزراعة وغرس النخيل حتى صار في تلك العهود جنانًا غنّاء». وهذا هو التفرد الذي توارثه العلويون وأقر به الأحفاد اللاحقون. فهم صوفية إلا أن تصوفهم لم يشغلهم عن إدارة شؤونهم الاجتماعية ولم يمنعهم عن جمع الأموال الطائلة من طرقها المشروعة لإنفاقها في إطعام المساكين وبناء المساجد ونشر العلم والدعوة إلى الله.

## دورها في نشر الإسلام
كانت طريقة آل باعلوي سببًا في انتشار الإسلام على رقعة جغرافية واسعة، عبر الهند إلى شبه جزيرة ملايو وبورما والفلبين وسريلانكا، وكذلك جنوب شرق آسيا إلى إندونيسيا وماليزيا وسنغافورة، وساحل شرق أفريقيا في كينيا وتنزانيا. فلقد كان السادة العلويون وغيرهم من الحضارمة، في تجاراتهم عبر البحار إلى تلك البلاد، المثل الكامل للمسلم الصالح العالم العامل، فاجتذبوا الناس بأخلاقهم وآدابهم وعلومهم، فكانوا صورة للشخصية المسلمة المتكاملة دينًا ودنيا. يقول المؤرخ محمد بن عبد الرحمن بن شهاب الدين: «كان للعرب الحضارمة، وفي مقدمتهم السادة العلويون، ترددات إلى مليبار وكجرات وكاليكوت وغيرها من البلاد الهندية، ولهم بها مراكز تجارية ودينية، وقد كان لكثير من العلويين أربطة مفتوحة لطالبي العلم، وكانت السفن تذهب من ساحل حضرموت قاصدة مليبار، ثم تأخذ شرقًا على السواحل الهندية، ومنها إلى سومطرة وبلاد آشي منها، وفلمبان فجاوة». وتعتبر جاوة من أكبر البلاد التي ظهر أثرهم فيها.